# Desa Sukaluyu (administrativ by i Indonesien, lat -6,64, long 106,74)
Desa Sukaluyu är en administrativ by i Indonesien.   Den ligger i provinsen Jawa Barat, i den västra delen av landet, 50 km söder om huvudstaden Jakarta.